# Tassadia castellanosii
Tassadia castellanosii là một loài thực vật có hoa trong họ La bố ma. Loài này được Fontella miêu tả khoa học đầu tiên năm 1977.